# Irena Chodorowska (harcerka)
Irena Chodorowska-Dzikiewicz, ps. Sparta  (ur. 11 kwietnia 1925 w Krośnie, zm. 15 kwietnia 1995 w Podkowie Leśnej) – drużynowa Szarych Szeregów w ZWZ i w Komendzie Kedywu AK w Krośnie, od czerwca 1944 r. łączniczka dowódcy Inspektoratu AK Podkarpacie – mjr. Stefana Rutkowskiego „Haszysza”, którego sztab w czasie akcji „Burza” miał siedzibę w jej domu rodzinnym - przy ul. Krościenko Niżne 44. 
W czasie walk sowiecko–niemieckich o Krosno w lecie 1944 przenosiła rozkazy dla odciętych oddziałów AK i pomagała w ewakuacji sztabu mjr. Rutkowskiego do Jaszczwi k. Krosna.